# Jaworska Wola
Jaworska Wola – wieś sołecka w Polsce położona w województwie mazowieckim, w powiecie lipskim, w gminie Sienno.
| SIMC    | Nazwa                 | Rodzaj    |
| ------- | --------------------- | --------- |
| 0636442 | Kolonia Jaworska Wola | część wsi |

W latach 1975–1998 miejscowość administracyjnie należała do województwa radomskiego.
Wierni Kościoła rzymskokatolickiego należą do parafii Świętych Apostołów Piotra i Pawła w Krępie Kościelnej.